# Ben Heeney
Ben Heeney (Overland Park, 13 maggio 1992) è un giocatore di football americano statunitense che milita nel ruolo di linebacker per i New York Guardians della X Football League (XFL).

## Biografia

### Oakland Raiders
Dopo avere giocato al college a football all'Università del Kansas, Heeney fu scelto nel corso del quinto giro (150º assoluto) del Draft NFL 2015 dagli Oakland Raiders. Debuttò come professionista subentrando nella gara del primo turno contro i Cincinnati Bengals. Il primo sack in carriera lo mise a segno nella settimana 11 su Matthew Stafford dei Detroit Lions e la sua prima gara come titolare fu due settimane dopo contro i Kansas City Chiefs. La sua stagione da rookie si chiuse con 38 tackle, 2,5 sack e un fumble forzato in 15 presenze, di cui 3 come titolare.

## Statistiche
| Partite totali      | 15  |
| Partite da titolare | 3   |
| Tackle              | 38  |
| Sack                | 2,5 |
| Intercetti          | 0   |
| Fumble forzati      | 1   |

Statistiche aggiornate alla stagione 2015